# Erginulus australis
Erginulus australis is een hooiwagen uit de familie Cosmetidae.